# Çomaxtur
Çomaxtur è un comune dell'Azerbaigian situato nel distretto di Şərur.